# شهرک شهید کلاه کج
شهرک شهید کلاه کج، روستایی در دهستان صیدون شمالی بخش مرکزی شهرستان صیدون در استان خوزستان ایران است.

## جمعیت
بر پایه سرشماری عمومی نفوس و مسکن در سال ۱۳۹۵، جمعیت این روستا برابر با ۱۶۸ نفر (۳۷ خانوار) بوده‌است.